# Galium litorale
Galium litorale (підмаренник прибережний, однак ця українська назва закріплена за видом підмаренник прибережний) — вид квіткових рослин з родини маренових (Rubiaceae). Ендемік Сицилії. Вид занесений до Бернської конвенції та інших природоохоронних документів.

## Біоморфологічна характеристика
Це багаторічна трав'яниста столонна рослина від 20 до 60 см у висоту. Верхні стебла запушені, з короткими міжвузлями. Листки мають вузьку зворотноланцетну форму, 2–5 × 10–18 мм, різко загострені та дещо шорсткі по краях. Суцвіття прямовисне, складається з великої подовженої волоті з безлічі дрібних білих квіток. Має короткі бічні гілки. Квітки мають білий опушений віночок діаметром 3–4 мм з шишкоподібними частками. Плід має діаметр 2–3 мм і темний або чорнуватий колір у дозрілому стані.

## Поширення
Ендемік Сицилії.

## Охорона
Galium litorale охороняється в Європі і занесений до Додатку І Бернської конвенції (охоронна категорія: вид підлягає особливій охороні), а також до Директиви Європейського Союзу 92/43/ЄС «Про збереження природних оселищ та видів природної фауни і флори» (Додаток ІІ. Види рослин і тварин, що становлять особливий інтерес для Європейського Союзу, збереження яких потребує створення територій особливої охорони).